# (240) Vanadis
(240) Vanadis est un astéroïde de la ceinture principale découvert par A. Borrelly le 27 août 1884. Son nom fait référence à la déesse germanique et nordique de la fertilité Freyjae, également appelée Vanadis.